# Ocularia grisescens
Ocularia grisescens là một loài bọ cánh cứng trong họ Cerambycidae.